# Nabatejczycy

Mapa imperium rzymskiego za cesarza Hadriana (117-138), pokazująca lokalizację Nabatejczyków w pustynnych regionach rzymskiej prowincji Arabia.

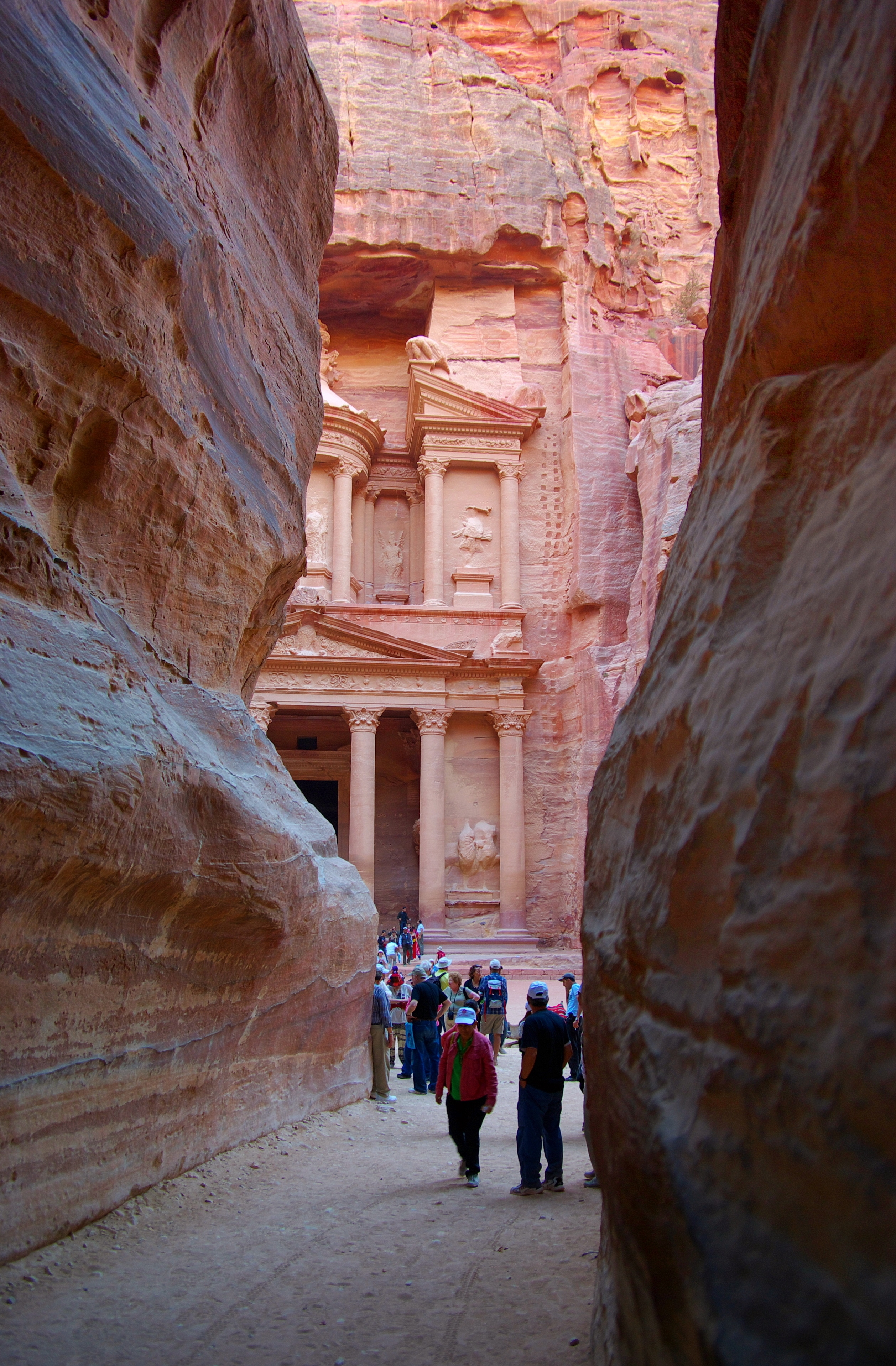
Skarbiec Faraona w Petrze.

Nabatejczycy (arab. الأنباﻂ al-Anbat) – starożytny lud pochodzenia semickiego przybyły z Półwyspu Arabskiego na tereny obecnego południowego Izraela i południowej Jordanii ok. VI w. p.n.e. W III w. p.n.e. utworzyli królestwo nabatejskie, które zostało w 106 r. n.e. włączone do rzymskiej prowincji Arabia. Stolicą ich państwa była Petra, potem Bostra. Mówili dialektem arabskim oraz posługiwali się alfabetem nabatejskim, który wywodzi się z alfabetu aramejskiego.

## Początki Nabatejczyków
Źródła starożytne greckie i rzymskie z IV w. p.n.e. zaliczały Nabatejczyków do Arabów. Uczeni spierają się, co do pierwotnej lokalizacji ludu. Powstały najważniejsze poglądy na ten temat:
- W Starym Testamencie (Iz 60:7) pojawia się Nebajot, pierworodny syn Izmaela. Uczeni pod biblijnym imieniem Ismaela, syna Abrahama widzą konfederację plemion arabskich. Nabatejczycy, jako potomkowie Nebajota, mieszkali zapewne na wschód od Wadi Araba. Problemem jest jednak łączenie nazwy Nebajot (NBYT) i Nabatejczycy (NBTW). Według językoznawców nie można łączyć ze sobą tych dwóch nazw. Są też inne źródła oprócz Biblii. Na asyryjskich tabliczkach z VIII i VII w. p.n.e. pojawiają się arabskie nazwy Nabatu i Nabajat. Na terenie południowej Arabii pojawiają się nazwy Nabatu w onomastyce. Nabatejczycy mieli ok. VI w. p.n.e. posuwać się na północ oraz zająć tereny należące do Edomitów.

- Według innych uczonych Nabatejczycy rezydowali w północnej Arabii (prawdopodobnie w południowej Transjordanii) oraz wchodzili w skład plemiennej konfederacji Kedar, znanej od VIII do IV w. p.n.e. Stając się dominującą siłą na swoim terenie ok. 400 p.n.e. przejęli zwierzchnictwo nad konfederacją kedarycką. Utworzyli następnie w IV w. p.n.e. silne niezależne królestwo ze stolicą w Petrze.

- Ostatnio popularnym poglądem dotyczącym genezy Nabatejczyków stały się w tereny północno-wschodniej Arabii. Na podstawie starożytnych przekazów i źródeł epigraficznych wiąże się początki z rejonem El-Hufuf, w pobliżu Bahrajnu oraz tereny Mezopotamii. Wspomina się roczniki asyryjskie króla Tiglat-Pilesera III (zm. 727 p.n.e.). Wymieniają one lud Nabatu, wśród 36 zbuntowanych plemion, na terenie między środkowym Eufratem a dolnym Tygrysem w południowej Babilonii. Inskrypcje potwierdziły ich obecność na tym terenie oraz na arabskim wybrzeżu Zatoki Perskiej. W latach 641-638 p.n.e. władca kedaryjski Abijate z Natnu, władcą Nabajat, zaatakował z rejonu Palmyry zachodnią granicę Asyrii.

## Historia

### Powstanie państwa
Nabatejczycy zajmując się m.in. handlem wchodzili w kontakty z Edomitami, którzy zamieszkiwali w VIII-VII w. p.n.e. tereny wokół przyszłej Petry. Ziemie te w VII i VI w. p.n.e. stanowiły miejsce wielu najazdów i walk. Władza polityczna nad tymi terenami przechodziła z rąk do rąk (Edomici, Asyria, Babilonia, Persja). Część Edomitów wyemigrowała na północny zachód i założyła państwo Edomea (gr. Idumea). Na ich miejsce weszli Nabatejczycy w VI w. p.n.e. Dochodziło do pokojowego procesu integracji między nimi a pozostałymi Edomitami. Później Nabatejczycy opanowali teren, gdzie przecinały się ważne szlaki karawanowe Bliskiego Wschodu.

### Wojna z Antygonem I Jednookim
Pierwsza historyczna wzmianka o nich znajduje się u Diodora Sycylijskiego z I w. p.n.e. W dziele pt. Biblioteka historyczna (księgi II i XIX) opisał szczegółowo Nabatejczyków, kraj, oraz zwyczaje. Podał ogólną liczbę ludności: 10 tys. osób. Przedstawił wojnę z Antygonem I Jednookim, jednym z diadochów oraz spadkobiercą Aleksandra Wielkiego. Około 312 p.n.e. wysłał on wodza Ateneusza z wojskiem liczącym 4 tys. pieszych i 600 jeźdźców celem zaatakowania kraju Nabatejczyków. Wódz wiedział o ich corocznym święcie narodowym (zapewne były to targi handlowe) organizowanym przez mężczyzn z dala od miasta Petra i jej okolic. Ich rodziny i dobytek znajdowały się na szczycie stromej skały. Ateneusz wykorzystał ich nieobecność i zdobył w nocy skalny szczyt Umm el-Bijarę, dominujący nad doliną Petry. Zabrał wielkie ilości kadzidła i mirry oraz ok. 500 talentów srebra. Nabatejczycy, gdy się dowiedzieli o napadzie, zorganizowali pościg. Dokonali pogromu wojsk greckich. Uciekło tylko pięćdziesięciu żołnierzy. Wkrótce Antygon wysłał swego syna Demetriusza I Poliorketesa. Nabatejczycy schronili się w Petrze i wysłali posłów do niego. Przyjął on ich okup wraz z zakładnikami i wycofał się w stronę Morza Martwego.

### Wydarzenia z II w. p.n.e.
W Drugiej Księdze Machabejskiej otrzymujemy informacje z przełomu lat 169 i 168 p.n.e. Wówczas arcykapłan Jazon został oskarżony przed Aretasem, królem Arabów (5, 8). Jest to pierwsza informacja o królu nabatejskim, którym był Aretas I.
Dalsze dzieje Nabatejczyków od tego czasu znajdujemy u Józefa Flawiusza, historyka żydowskiego w dwóch jego wielkich dziełach: Dawne dzieje Izraela oraz Wojna żydowska. Podane informacje dotyczą okresu od ok. r. 100 p.n.e. do wojny żydowskiej.
Od końca II wieku narastał, wraz z osłabianiem się królestwa seleudzkiego z Syrii, konflikt między Nabatejczykami a Hasmoneuszami z Judei. Ok. roku 100 p.n.e. król judejski Aleksander Janneusz podbił Gazę, sprzymierzoną z Nabatejczykami. Mieszkańcy tego miasta nadaremnie oczekiwali pomocy Aretasa II, króla arabskiego. Po utracie Gazy Nabatejczycy szukali innych dróg handlowych. Rozszerzyli terytorium Nabatejczyków na północ, które później okazało się być bardzo rozważnym posunięciem. W walkach z Hasmoneuszami stracili dwanaście miast od Madaby w Moabie aż po Elusę na terenie północnego Negewu.

### Wydarzenia pierwszej połowy I w. p.n.e.
Obodas I (ok. 96-85 p.n.e.) kontynuował wojnę po ojcu z Aleksandrem Janneuszem, królem Judei. Pokonał go w bitwie pod Gadarą na wschód od Jeziora Genezaret ok. 93 p.n.e. Aleksander Janneusz kontratakował Obodasa I, który w okolicy Gaulany urządził na niego pułapkę. Król judejski stracił tam swoją armię, która została zepchnięta do głębokiej doliny i stratowana kopytami wielbłądów.
Obodas I rozszerzał granice państwa na północ do Syrii. Około roku 85 p.n.e. Antioch XII Dionizos, król Syrii po zajęciu Damaszku zorganizował wyprawę przeciwko Arabom. Król arabski w czasie wycofywania się natarł swą jazdą (10 tys. ludzi) na nieprzygotowane wojska wroga. W zażartej bitwie zginął Antioch XII, a jego żołnierze postanowili wycofać się. Większość z nich zginęła w walce lub w czasie ucieczki. Nieliczna tylko garstka się uratowała. Prawdopodobnie w bitwie zginął także król Obodas I, a Rabel I, jego brat, pokonał wroga.
Za panowania Aretasa III Filhellena (ok. 85-62 p.n.e.), syna Obodasa I, doszło do rozkwitu politycznego i gospodarczego kraju. Poszerzono granice królestwa, które zajmowało północne obszary dzisiejszej Jordanii, południowej Syrii oraz część Arabii Saudyjskiej. Prawdopodobnie największym osiągnięciem było zdobycie Damaszku ok. roku 84 p.n.e. Pod jego rządami Nabatea zajmowała największy obszar w historii.
W r. 67 p.n.e. Aretas III włączył się w konflikt pomiędzy Janem Hirkanem II a Arystobulem II o władzę nad Judeą, stając po stronie pierwszego. Pokonał w bitwie Arystobula, który uciekł do Jerozolimy. Król wycofał się z oblężenia z powodu nakazu Rzymian.
W r. 62 p.n.e. Marek Emiliusz Skaurus, rzymski gubernator Syrii, pomaszerował na czele armii na Petrę. Jednakże trudny teren, słabe zaopatrzenie sprawiły, że Skaurus wysłał Hirkana, arcykapłana i etnarchę Judei, na dwór Aretasa III, celem zawarcia pokoju. Zaproponował okup 300 talentów srebra za pokój. Król zgodził się. Rzymska wyprawa wojenna została przerwana.

### Wydarzenia drugiej połowy I w. p.n.e.
Król Malichus I (59-30 p.n.e.) zapewne stanął po stronie Juliusza Cezara przeciw Pompejuszowi Wielkiemu. W r. 47 p.n.e. na pomoc Cezarowi, walczącemu w Egipcie, przybył Antypater I, ojciec Heroda Wielkiego, z przywódcami arabskimi. Wśród tych przywódców był zapewne Malichus I z dwoma tysiącami kawalerii.
W r. 40 p.n.e. Herod Wielki uciekał przed Partami, którzy najechali Syrię i Palestynę. Malichus I odmówił mu azylu oraz zwrotu rodzinnego skarbu jego ojca Antypatra. Król pożałował swej decyzji i wysłał posłów za nim. Posłowie nie dogonili go. Herod znalazł się w Aleksandrii, a potem w Rzymie celem szukania pomocy. Następnego roku Rzymianie wypędzili Partów z Judei. Nabatejczycy, jako sprzymierzeńcy Partów musieli zapłacić duży trybut Rzymianom.
Królowa Egiptu Kleopatra VII zażądała od Marka Antoniusza Judeę i Arabię oraz chciała zgładzić Heroda Wielkiego i Malichusa I. Marek Antoniusz nie chciał ich zabić, tylko odjął ich tereny i podarował ukochanej. Kleopatra nie ustępując ze swoich planów, ofiarowała w dzierżawę Herodowi jego ziemie wokół Jerycha oraz pozwoliła mu pobierać w jej imieniu podobną daninę od króla Nabatejczyków celem ich skłócenia. Malichus I początkowo dawał mu 200 talentów rocznie, potem zaprzestał tego. Herod Wielki postanowił siłą odebrać należność. Pokonał ich w bitwie pod Diospolis. Nabatejczycy nie poddali się i zebrali siły pod Kanatą w Celesyrii, gdzie z pomocą miejscowej ludności pokonali wojska judejskie.
Wiosną r. 31 p.n.e. w czasie trzęsienia ziemi w Judei zginęło 30 tys. mieszkańców. Herod Wielki zaproponował Nabatejczykom pokój. Arabowie odmówili. Wykorzystując okazję najechali Judeę. Herod przekroczył rzekę Jordan i stanął naprzeciwko Arabom w pobliżu Filadelfii (dzisiejszy Amman). Doszło do zaciętej bitwy, w której Nabatejczycy ulegli i zaczęli uciekać. Oblężenie ich obozu trwało krótko. Arabowie z braku wody poddawali się Herodowi. W szóstym dniu reszta postanowiła walczyć. Zginęli oraz stracili, na jego rzecz, ziemię Hauran.
Po klęsce Marka Antoniusza i Kleopatry pod Akcjum w r. 31 p.n.e. doszło do trudnej sytuacji dla ich sprzymierzeńca, Heroda Wielkiego. Król Judei obawiając się Oktawiana postanowił zabić Hirkana, ponieważ prosił o azyl Malichusa I.
Za panowania Obodasa III (30-9 p.n.e.), syna Malichusa I, doszło do największego rozwoju kulturalnego i ekonomicznego królestwa nabatejskiego. Cesarz rzymski Oktawian August postanowił przejąć kontrolę nad handlem arabskim. Pisarz Strabon opisał w Geografii wysłaną przez niego ekspedycję pod przewodnictwem Eliusza Gallusa, namiestnika Egiptu, do Arabii. Nabatejczycy obiecali pomoc Rzymianom, by dobrze wypaść w ich oczach. W tym celu Syllajos, minister Obodasa III, z tysiącem swoich ludzi przyłączył się do wyprawy. Ekspedycja idąc do południowej Arabii zdobywała wiele miast. Zniechęceni brakiem wody, ogromem pustyni oraz spodziewanych bogactw wrócili do Egiptu. Nabatejczycy osiągnęli swój cel. Oktawian August dowiadując się o niegościnności krainy zrezygnował z planów podboju. Strabon obarczył za te niepowodzenia Syllajosa (XVI, 4, 23).
Na północy ponownie doszło do konfliktu z Herodem Wielkim. Poszło o masyw górski Auranitis (Hauran). Cesarz Oktawian August podarował ten teren Herodowi. Nabatejczycy, kupując Auranitis od Zenodora, rościli prawa do tych ziem, to na drodze prawnej lub militarnej. Herod odpierał skutecznie ich ataki.
Minister Syllajos, w wyniku nieudanego mariażu z siostrą Heroda, postanowił popierać mieszkańców Trachonitis w ich buncie przeciw Judei. Bunt uśmierzono, ale ok. 40 osób uciekło do Syllajosa, który dał im twierdzę, z której pustoszyli Judeę i Celesyrię. Król Judei postanowił zwrócić się z prośbą do Rzymian o ukaranie buntowników, zwrot 60 talentów, które pożyczył Obodasowi III. Dowódcy rzymscy kazali Nabatejczykom zwrócić pieniądze Herodowi w ciągu trzydziestu dni oraz dokonać wymiany zbiegów. Po odmowie Syllajosa, doszło do wojny. Herod zdobył twierdzę Repta, gdzie przebywali buntownicy. W drodze powrotnej został zaatakowany przez Nabatejczyków. Herod zwyciężył ich zdecydowanie w bitwie. Syllajos poskarżył się cesarzowi Augustowi. Opowiadał jak Arabia została splądrowana przez wojsko Heroda oraz jak Obodas III nie mógł stawić czoła w tej wojnie z powodu jego nieobecności i braku wojska. Cesarz stracił z tego powodu zaufanie do Heroda, jemu samemu w liście nakazał zaprzestać tych działań.

### Czasy Aretasa IV Filopatrisa
Po śmierci króla Obodasa III następcą został syn Aretas IV (9 p.n.e.-40 n.e.) Syllajos, faktyczny władca, wykorzystując przyjaźń z cesarzem oczernił nowego króla przed nim. Aretas IV musiał szukać pomocy u Heroda Wielkiego w walce ze wspólnym wrogiem. Przekonali oni cesarza, przez pośrednictwo posłów, że został on oszukany przez Syllajosa, co do sytuacji w Arabii i Judei. August skazał Syllajosa na śmierć i pojednał się z królem judejskim. Dla Aretasa nie był łaskawy za to, że nie poprosił go o zgodę o tron nabatejski. Po wielkich wahaniach cesarz uznał go, jako króla. W r. 4 p.n.e. Aretas IV udzielił pomocy Rzymianom w stłumieniu buntów żydowskich po śmierci Heroda Wielkiego, przeznaczając znaczną część swojej armii. Przez następne trzydzieści lat źródła milczą na temat Nabatejczyków. Ok. r. 27 n.e. Aretas IV, chcąć poprawić stosunki z Judejczykami, wydał córkę Phasaelis za Heroda Antypasa, tetrarchę Perei i Galilei. Antypas obiecał Herodiadzie, że odsunie żonę, gdy ona wyjdzie za niego. Dla teścia była to hańba. Doszło do wojny. Tetrarcha poskarżył się cesarzowi Tyberiuszowi, który rozkazał wszcząć wojnę z Aretasem. Śmierć cesarza pokrzyżowała jednak te plany.
Nabatea za Aretasa IV osiągnęło największy obszar: na południu północna część Hidżazu (powyżej Hegry), na zachodzie Półwysep Synaj, a na północy Hauran. 2 List do Koryntian wspomina o namiestniku króla Aretasa w Damaszku.

### Ostatnie lata niepodległości
Za panowania Malichusa II (40-70) nadal trwał okres pokoju i dobrobytu królestwa. Nabatejczycy, prowadząc handel, starali się nie mieszać w sprawy sąsiadów. Byli zainteresowani stabilną polityką w regionie pomiędzy południową Arabią a Morzem Śródziemnym. Gdy w roku 66 wybuchło powstanie w Judei przeciwko Rzymianom, Malichus II wsparł Tytusa w uśmierzeniu buntu. Król dostarczył tysiąc jeźdźców i 5 tys. żołnierzy pieszych. Wzięli oni udział w zniszczeniu Jerozolimy, stolicy Judei w 70 roku.
Rabel II Soter (70-106) był ostatnim królem nabatejskim. Doceniając walory strategiczne miasta Bostra, przeniósł do niej stolicę z Petry. Po jego śmierci w 106 r. Trajan, cesarz rzymski, postanowił anektować Nabateę. Korneliusz Palma, gubernator Syrii, najechał, praktycznie bez oporu, ziemie Nabatejczyków oraz zajął je. Po śmierci Rabela II pretensje do tronu zgłaszał Malichus III.

### Czasy rzymskie

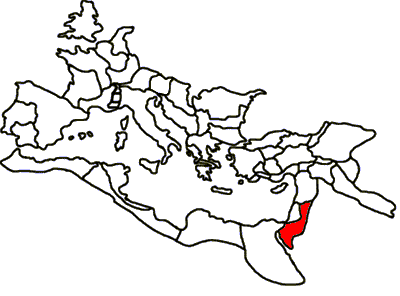
Prowincja rzymska Arabia, utworzona z ziem królestwa Nabatejczyków.

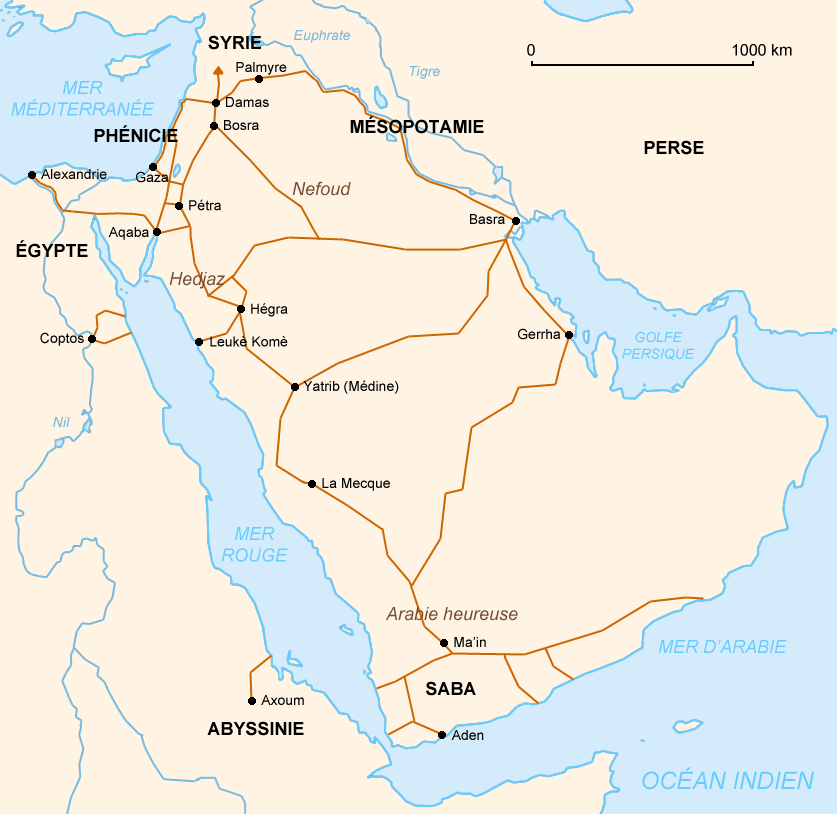
Szlaki handlowe Nabatejczyków.

22 marca 106 r. Nabatea została oficjalnie włączona do Imperium Rzymskiego, tworząc prowincję Arabia ze stolicą w Bostrze. W stolicy stacjonował III legion cyrenajski. W 114 r. Petra otrzymała tytuł metropolii. W 130 r. odwiedził ją cesarz Hadrian. Kazał przebudować centrum miasta i nadać jej charakter rzymski. Otrzymała tytuł Augustocolonia Antoniana Hadriana Metropolis. W III w. doszło do podziału prowincji. Północna część zachowała dawną nazwę, a południowa na południe od Wadi el-Hesa z Petrą została włączona do prowincji Palestyny zwanej teraz Palestina Tertia. Za panowania Konstantyna Wielkiego ziemie Nabatejczyków stały się częścią Cesarstwa Wschodniorzymskiego. W Petrze rezydował biskup chrześcijański. W VII w. Nabatejczycy zostali podbici przez Arabów i ulegli w większości arabizacji i islamizacji.
19 maja 363 r. w Petrze zatrzęsła się ziemia. Pomimo wielu zniszczeń miasto nadal było zamieszkiwane. W wieku VII i VIII doszło do serii trzęsień ziemi. Z tego powodu doszło zapewne do upadku miasta i jej stopniowego wyludnienia.

## Gospodarka
Nabatejczycy trudnili się rolnictwem, pasterstwem oraz handlem. Na miejsce Edomitów, którzy zamieszkiwali w VIII-VII w. p.n.e. tereny wokół przyszłej Petry, weszli Nabatejczycy w VI w. p.n.e. Kontrolowali szlaki handlowe z Zatoki Perskiej do Morza Czerwonego oraz z południowej Arabii do Damaszku.
Dogodne położenie Nabatejczyków dawało im możliwość pomnażania bogactwa, dzięki pośrednictwu w handlu pomiędzy południową Arabią a Egiptem, Syrią oraz portami wzdłuż Morza Śródziemnego. Stąd towary trafiały na rynki Grecji i Rzymu. Przez ich terytoria przewożono także towary z Indii i Chin. Handlowano między innymi: żelazem, złotem, miedzią, jedwabem, korzeniami, pachnidłami, kadzidłem oraz kością słoniową. Nabatejczycy wydobywali znad Morza Martwego bitumin, eksportując do starożytnego Egiptu.
Na terenie Palestyny znajdowała się równina nad Morzem Śródziemnym, gdzie znajdowały się porty Gaza oraz Rinokolura (ob. El-Arisz). Nabatejczycy eksportowali towary z Grecji i Rzymu. W bezpośrednim sąsiedztwie leżały Szefela i Judea. W Szefeli był główny szlak handlowy z północy na południe przez Jerozolimę, Betlejem, Hebron, Ber Szewę na północy Negew do Egiptu.
Region Negew, należący do Nabatejczyków, irygowano celem uzyskania żyznej ziemi zdatnej do uprawy. Na jej terenie istniało kilka szlaków karawanowych łączących Petrę z Morzem Śródziemnym. Ważnymi miastami na tym szlaku były Oboda (ob. Awdat), Mampsis, Sobata, Nessana oraz Elusa.
Najważniejszym regionem było pasmo gór Es Szara w Edomie ze stolicą Petra. Tu krzyżowały się prawie wszystkie szlaki karawanowe Bliskiego Wschodu ze słynną tzw. Drogą Królewską z Petry przez Edom, Moab, Amman do Damaszku.
Na pewno posiadali także region Wadi Sirhan, gdzie przebiegał szlak południe-północ oraz oazę El-Dżauf na szlaku wschód-zachód.
Przekazy z II w. p.n.e. informują o praktykowaniu przez nich piractwa. Odkrycie wiatrów monsunowych wytyczyło szlak morski, alternatywny dla lądowego, pomiędzy Indiami, południową Arabią a Egiptem. Gdy szlak lądowy był zagrożony, atakowali i niszczyli obce statki oraz pomagali piratom w grabieniu podróżnych.
Nabatejczycy budowali studnie na terenach pozbawionych wody, zachowując o nich tajemnicę przed innymi. Drążyli otwór w ziemi, poszerzając w trakcie kopania tak, że zbiornik osiągał po bokach długość stu stóp. Zbiorniki napełnione wodą deszczową były zakrywane przed obcymi. W czasach wojen, uciekając na pustynię, korzystali z nich.
Hodowali wielbłądy i owce. Pożywiali się mięsem, mlekiem oraz roślinami ze swoich ziem. Zbierali dziki miód, który zmieszany z wodą pili. Nabatea, pomimo trudnych warunków, dostarczała owoców z wyjątkiem oliwek. Używano zamiast nich olej sezamowy. Ich owce dawały białą wełnę a wielbłądy, w miejsce koni, służyły do podróżowania.
Za panowania Aretasa III Filhellenosa nastąpił pierwszy okres rozkwitu gospodarczego królestwa. Kraj, dzięki zdobyciu Damaszku, bogacił się dzięki kupiectwu i handlowi. Za panowania Obodasa III nastąpił największy rozwój ekonomiczny królestwa nabatejskiego. Rozwój był możliwy dzięki zwiększeniu zapotrzebowania Rzymian na towary z Indii, Chin i południowej Arabii. Nabatejczycy pośredniczyli w tym handlu, przywożąc im przyprawy oraz wonności. Rzymianie postanowili przejąć nad nim kontrolę, ale bez skutku. Okres dobrobytu trwał, pomimo utraty niepodległości państwa. W II i III w. Petra, stolica prowincji rzymskiej Arabia, przeżywała rozkwit ekonomiczny. W latach 111–114 za Klaudiusza Sewerusa, pierwszego gubernatora Arabii, wybudowano drogę Via Nova Traiana łączącą arabską Akabę z syryjską Bostrą. Za panowania dynastii Antoninów i Sewerów Petra nadal się rozwijała, dzięki bezpieczeństwu płynącemu z Pax Romana oraz rozwoju rolnictwa irygacyjnego.

## Sztuka Nabatejczyków

### Grobowce fasadowe
Opisu i klasyfikacji grobowców fasadowych dokonał uczony niemiecki Alfred von Domaszewski. W 1897 r. wraz z Rudolfem Brünnowem sklasyfikował ponad pół tysiąca skalnych grobowców Petry na siedem głównych grup:
- pylonowe – charakteryzują się fasadą dekorowaną w górnej części ornamentem w kształcie blanek lub schodkowych wieżyczek. Stanowią niemal połowę wszystkich grobowców.
- schodkowe – z fasadą dekorowaną w górnej części ornamentem w kształcie dwóch rzędów schodków pięciostopniowych od środka ku górze. Poniżej schodków jest gzyms cavetto, który dodano do torusa i płaskiego fryzu – fascii.
- proto-Hegra – górna część podobna do schodkowych. Dolna część zawiera po bokach pilastry z kapitelami nabatejskimi.
- Hegra – nazwa od stacji karawanowej Hegra w Arabii Centralnej. Wygląd podobny do proto-Hegra. Wyróżniają się klasycznymi obelkowaniami z dodatkową subattyką pomiędzy pilastrami a górną częścią attyki. Nowym elementem jest podwójne obramowanie wejścia. Niektóre fasady w posiadają gzyms na górnej krawędzi, inne ustawiono na niewielkich podestach.
- łukowe – posiadają zwieńczenie półkoliste (łuk) na bocznych filarach. Są z pojedynczym lub podwójnym obramowaniem wejścia. Grobowce łukowe były niewielkich rozmiarów, do 4 metrów.
- przyczółkowe – charakteryzują się fasadami dekorowanymi bocznymi pilastrami z prostymi kapitelami podtrzymującymi belkowanie greckie. Niewykluczone, że należały do greckich kupców.
- typu rzymskiej świątyni – charakteryzują się najbogatszą dekoracją oraz nietypowymi fasadami. Najprostszą formą są fasady z grobowców przyczółkowych (trójkątny przyczółek oparty na klasycznym belkowaniu stojący na filarach). Do grobowców typu rzymskiego zaliczamy: grobowiec nr 269, nr 229 zw. Renesansowy (podwójne obramowanie wejścia, na pilastrach oparto łuk z trzema akroterionami w kształcie urn), Tryklinium Lwów (lwy flankują wejście, a głowy Meduz nad zewnętrznymi filarami), Grobowiec Obelisków. Najbardziej rozbudowane są tzw. Grobowce Królewskie: Chaznat al-Firaun, Ad-Dajr, Grobowiec Koryncki, Grobowiec Pałacowy, itd.

Większość uczonych przyjęła bez zastrzeżeń lub z niewielkimi zmianami klasyfikację typologiczną grobowców ustanowioną przez Domaszewskiego. Część uczonych zaproponowała odmienne systemy klasyfikacyjne, bardziej uproszczone. Oparto je na trzech grupach typologicznych związanych z dekoracją fasady: grobowce wieżyczkowe (dekorowane blankami), grobowce schodkowe, grobowce przyczółkowe (dekorowane przyczółkiem trójkątnym, łukowym lub łamanym).

### Kapitele nabatejskie
Kapitele nabatejskie są charakterystycznym elementem dekoracji architektonicznej grobowców fasadowych. Dzielimy je na dwa grupy:
- kapitele koryncko-nabatejskie – bogato dekorowane kapitele roślinne. Wywodzą się zapewne z aleksandryjskich kapiteli korynckich. Nabatejskie motywy roślinne zastąpiły motyw środkowych spiral.
- kapitele nabatejskie – najczęściej spotykane. Charakteryzują się płaską, lekko wklęsłą powierzchnią. Pozbawione, z wyjątkiem rogowych wypustek, ornamentyki. Prawdopodobnie jest zgeometryzowaną formą kapitelu koryncko-nabatejskiego. Kapitel nabatejski był konserwatywną formą dekoracji architektonicznej grobowców fasadowych. Widocznie Nabatejczycy przedkładali proste formy geometryczne nad dekorację roślinną, zoo- lub antropomorficzną, które współgrały z surowym terenem kraju. Znajdujemy je np. w grobowcu Ad-Dajr.

### Rzeźba
Nabatejczycy wykazywali się oryginalnością, tworząc niepowtarzalne i oryginalne wzory. Charakteryzują się symbolicznymi przedstawieniami osób, przedmiotów lub idei. W rzeźbie wyróżniamy trzy style, tzw. szkoły rzeźbiarskie:
- arabska (brak przedstawień figuralnych) – do tej grupy zaliczamy antropomorficzne stele prostokątne z reliefowymi przedstawieniami oczu, nosa i ust. Stele są przedstawione w typie „mówiącym” (z ustami) lub „milczącym” (bez ust). Przedstawienia te znajdują się w południowej Arabii oraz w oazie Tajma. Najczęściej wykuwano je w skalnym reliefie wewnątrz niszy. Są też wolno stojące. Kształtem przypominają płaski prostopadłościan, np. idol ze Świątyni Uskrzydlonych Lwów.
- grecko-orientalna – powstała przez połączenie orientalnych wpływów ammonickich i aramejskich z hellenistycznymi. Charakteryzują się symetrią elementów twarzy, duże oczy i grube faliste uczesanie. Często używano palmet. Niektóre rzeźby wykazują cechy sztuki partyjskiej z wytrzeszczonymi kulistymi oczami i włosami falistymi lub z lokami. Większość rzeźb pochodzi z sanktuarium w Chirbet et-Tannur, np. dwa przedstawienia bogini Atargatis.
- hellenistyczno-rzymska – powstała w czasach rzymskiej prowincji Arabia. Charakteryzuje się naśladownictwem zarówno sztuki aleksandryjskiej jak i rzymskiej.

W północnej Jordanii, głównie w Gadarze, wykonywano rzeźby w bazalcie wykazujące schematyzm. Znamy kilka przykładów z terytorium Hauranu, gdzie ustawiano je na grobach, jako pomniki. Przedstawiają popiersia o schematycznych cechach ludzkich.

### Ceramika
Ceramika nabatejska jest wysoko oceniana za delikatność, fantazyjną dekorację oraz precyzję wykonania. Naczynia (talerze i miseczki) były wewnątrz dekorowane różnorodnymi wzorami, głównie motywami roślinnymi. Kolor naczyń był najczęściej jasnoczerwony, a dekoracji od różowej do czarnej. Znajdowano je zawsze we fragmentach. Nabatejczycy prawdopodobnie używali dekorowanej ceramiki jedynie w obrzędach religijnych, potem je niszczyli. Najwięcej dekorowanej ceramiki występuje na południu dawnego państwa, pomiędzy Madabą a Akabą.
Od IV do II w. p.n.e. Nabatejczycy sprowadzali ceramikę z Aleksandrii, ponieważ wtedy jeszcze prowadzili koczowniczy tryb życia. Ceramika nabatejska pojawiła się nagle w I w. p.n.e. i to w najwyższym wykonaniu technicznym. Prawdopodobnie pierwsi mistrzowie pochodzili spoza Nabatei, zapewne z Aleksandrii. Natomiast formy naczyń i motywy powstały na gruncie lokalnym. Wyróżniono trzy etapy rozwoju ceramiki:
- pierwszy (I w. p.n.e.) – charakteryzuje się delikatnymi płytkimi miseczkami z motywami roślinnymi koloru czerwono-brązowego na różowym tle.
- drugi (do pocz. II w. n.e.) – ceramika delikatniejsza i cieńsza z motywami coraz bardziej stylizowanymi koloru ciemniejszego. Obecnie te naczynia nazywamy z ang. egg shell – skorupka jajka.
- trzeci (do pocz. IV w.) – ceramika grubsza i bardziej szorstka, dekoracja bardziej uproszczona koloru prawie czarnego.

Nabatejczycy stosowali kilkanaście motywów dekoracji. Najważniejsze były roślinne (łodygi, liście, migdały, płatki kwiatów, nasiona, owoce). Drugą grupą stanowią motywy geometryczne (kropki, trójkąty, kwadraty, linie proste, faliste lub przeplatane, kratki oraz serca). Rzadko spotykamy motywy zoomorficzne. Różne kombinacje motywów tworzą siedem tzw. schematów dekoracyjnych:
- tzw. dwa pola – naczynie podzielone najczęściej linią prostą z towarzyszącymi liniami kropkowanymi lub liściem palmy na dwie części.
- trzy pola – podzielone na trzy części najczęściej liniami lub palmetami.
- gwieździsty – motyw w kształcie gwiazdy najczęściej z linii falistych, kropkowanych lub gałązek;
- czwarty posiada najczęściej na krawędzi naczynia rodzaj wieńca roślinnego, a w centrum motywy kresek, kropek lub innych motywów.
- wirujący – motyw wygiętych gałązek roślin daje wrażenie jakby naczynie wprawiono w ruch obrotowy.
- asymetryczny – motywy zoo- i antropomorficzne malowane bez żadnych reguł z wypełnionymi wolnymi miejscami.
- siódmy charakteryzuje się całkowitym zapełnieniem przestrzeni danym motywem, np. kraty, liści danej rośliny, itd.

### Lampki oliwne
Nabatejczycy zapożyczyli wytwórczość lampek od Greków i Rzymian, nakładając na nią własne tradycje. Od I w. p.n.e. do I w. n.e. dominowały lampki, w dwóch typach, produkowane w ten sam sposób. Przygotowywano najpierw górną i dolną część, potem je łączono przed wypaleniem. Dolna część była zazwyczaj płaska, czasami dekorowana dwoma koncentrycznymi okręgami. Górna część była nieco wklęsła i dekorowana motywami roślinnymi lub geometrycznymi oraz posiadała dwa otwory na wlew i płomień. Typy lampek dzielimy na:
- tzw. typ Omega – charakteryzuje się wzorem przypominającym literę grecką Ω na swym obwodzie.
- typ wolutowy – charakteryzuje się dekoracją dwóch wolut na dzióbku lampki.
- typ rzymski – mniej popularny, ale jego rola wzrosła po utracie przez Nabateę niepodległości i włączeniu jej do Rzymu. Typ ten charakteryzuje się płaskim kształtem górnej części, dekoracją przedstawiającą najczęściej sceny mitologiczne.

### Alfabet i pismo
Informacje o piśmie nabatejskim otrzymujemy na podstawie inskrypcji grobowych lub wotywnych. Znajdujemy je w najważniejszych ośrodkach nabatejskich, np. w Petrze, Hegrze. Inskrypcje odkrywane były także w miastach nabatejskich na pustyni Negew, na pustyni Synaj, w północnej Arabii czy Syrii. Dzięki handlarzom nabatejskim odnajdywane są zapiski w skałach na wyspach greckich, wybrzeżu Azji Mniejszej oraz w Rzymie. Większość inskrypcji pochodzi z czasów przed utratą niepodległości. Język inskrypcji nabatejskich był oficjalnym językiem aramejskim z arabskimi formami i słowami. Wiele liter przypomina obecne pismo arabskie. Z czasem zaczęła narastać stopniowo przewaga elementów arabskich w języku nabatejskim. Inskrypcja z Namary (328) zawiera rozwinięte pismo nabatejskie, ale jej język jest już arabski. Badacze podają pogląd, na podstawie danych paleograficznych, że pismo arabskie wywodzi się z pisma nabatejskiego.

### Numizmatyka
W III i II w. p.n.e. na terenie Nabatejczyków posługiwano się monetami ptolemejskimi, fenickimi lub seleudzkimi. Sytuacja zmieniła się na pocz. I w. p.n.e. za panowania Aretasa III, kiedy wprowadzono monety nabatejskie. Początkowo wybijano je prawdopodobnie w Aleksandrii lub Damaszku. Monety przypominały formą te hellenistyczne, np. monety Aretasa III naśladowały monety Demetriusza III Filopatora, króla Syrii. Na awersie popiersie władcy, a na rewersie boginię Tyche z rogiem obfitości. Inne monety na rewersie miały orła z monet aleksandryjskich lub wizerunek bogini Nike. Dzięki wzrostowi znaczenia królestwa nabatejskiego zaczęto wprowadzać własne motywy. Za panowania Obodasa II pojawiły się inskrypcje na rewersie informujące o przydomkach władcy. Zamiast wizerunków bóstw umieszczano ich atrybuty, np. rogi obfitości. Rogi mogły być pojedyncze lub podwójne. Natomiast dwa rogi mogły być skrzyżowane lub leżeć równolegle do siebie. Na rewersach istniały dwa typy przedstawień. Pierwszy typ wyglądał jak dzwon, prawdopodobnie symbol bóstwa, i pojawił się na monetach Aretasa IV. Drugim typem była otwarta dłoń, która pojawiła się na monetach Malichusa I. Na awersach Nabatejczycy umieszczali wizerunki króla, wzorując się na przedstawieniach królów hellenistycznych. Pewne zmiany wprowadził Obodas III, który dodał do swojego wizerunek królowej.

## Religia

### Źródła do religii nabatejskiej
Religia Nabatejczyków do dzisiaj nie jest dla nas w pełni zrozumiała. Charakter ich obyczajów religijnych opieramy głównie na świadectwach archeologicznych (np. ruiny świątyń, resztki kapliczek, ołtarzy, rzeźby, reliefy, inskrypcje oraz graffiti) oraz na przekazach autorów antycznych (np. Strabon lub Diodor Sycylijski) i średniowiecznych. Autorzy średniowieczni otrzymywali wiedzę o religijności Nabatejczyków z wcześniejszych dostępnych im źródeł, a które się nie zachowały do dzisiejszych czasów. Próby rekonstrukcji ich obrzędów religijnych dokonujemy także przez porównanie ze znanymi rytuałami religijnymi innych ludów koczowniczych. Zwyczaje sąsiadów Nabatei są także pomocne w poznaniu religijności nabatejskiej, np. mieszkańców Palestyny.

### Bogowie Nabatejczyków
Początkowo Nabatejczycy, jako koczownicy zapewne czcili różne lokalne bóstwa opiekujące się pustynią, oazami, skałami lub źródłami wody. Niewykluczone, że także zwracali się do słońca, księżyca, gwiazdy lub gwiazd oraz mieli jakieś bóstwo opiekujące się ich ludem. Wraz z łączeniem się w grupy i zakładaniem stałych osad powiększał się panteon ich bóstw. Pojawiały się nowe bóstwa związane z osiadłym trybem życia, opiekujące się np. uprawą roślinności, ogniskiem domowym, itp. Zapewne niektóre rytuały Nabatejczycy przejęli od ludów, które żyły wcześniej przed nimi. Poważne zmiany w zwyczajach religijnych zaszły w wyniku kontaktów handlowych i kulturowych z Grekami, Rzymianami lub Egipcjanami. Bóstwa Nabatejczyków zaczęły być utożsamiane z bogami greckimi i rzymskimi. Wiele obcych bogów weszło do panteonu nabatejskiego.
Z dużej liczby panteonu bogów nabatejskich udało się do tej pory potwierdzić tylko kilka, i to najważniejszych. Ustalono także dużą grupę mało znaczących bóstw, znanych niekiedy tylko z pojedynczych inskrypcji. Najważniejszymi bogami Nabatejczyków byli:

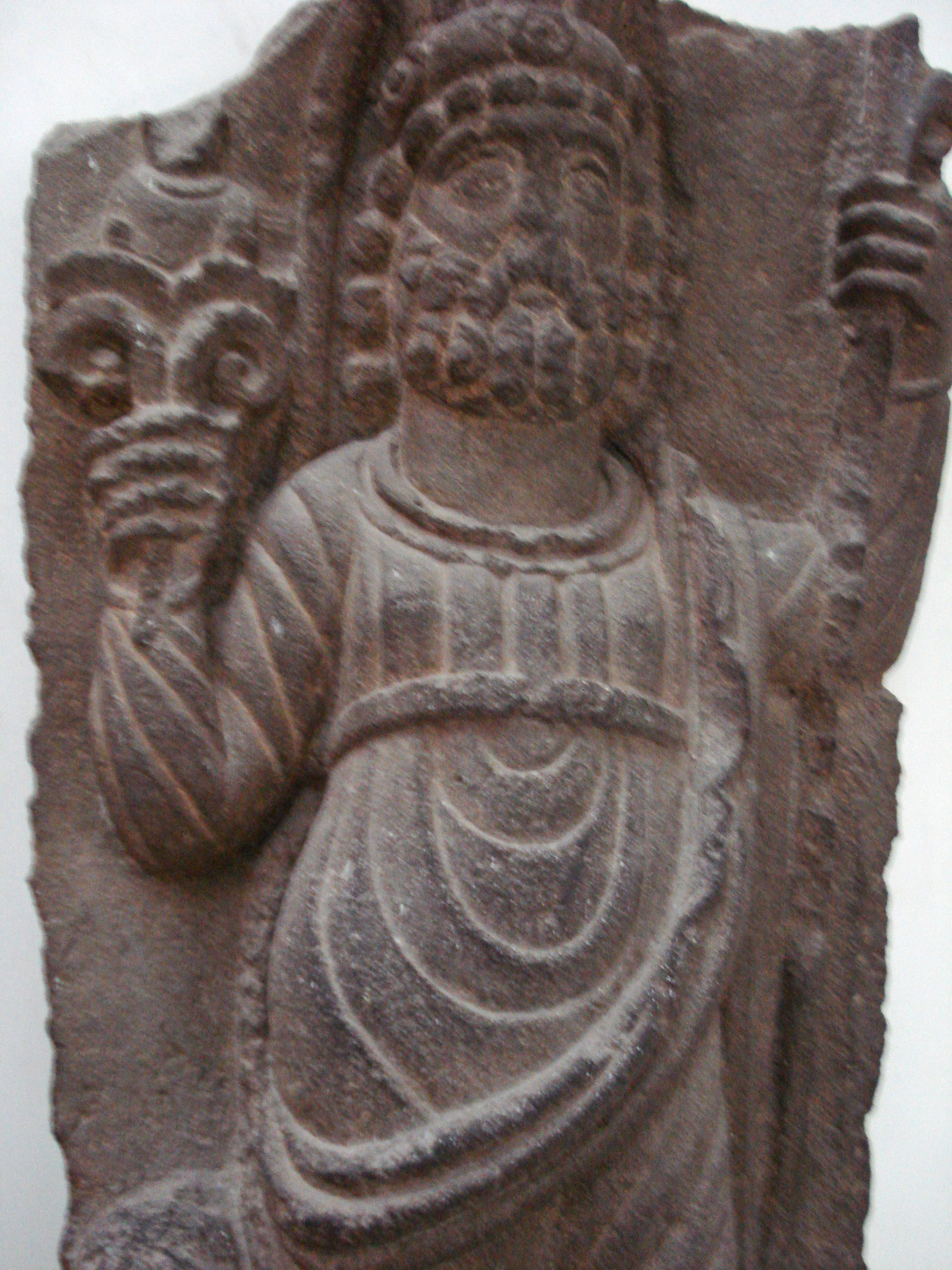
Duszara.

- Duszara (arab. Du es-Szara, gr. Dusares) – najważniejszy bóg Nabatejczyków, stwórca, pan słońca, ziemi i urodzaju, stojący na czele triady bogów. Był czczony pod postacią bloku kamiennego (betylu). Jego imię Pan Szary świadczy o tym, że zapewne pierwotnie był bóstwem lokalnym na terenie Petry, znajdującej się w paśmie gór Es-Szara. Gdy to miasto stało się stolicą państwa, Duszara awansował na najważniejszego boga. Jego ranga nie zmniejszyła się do III w. n.e. Na jego cześć, co cztery lata organizowano festiwale zwane Actia Dusaria. Duszarę identyfikowano z greckim bogiem Zeusem.
- Aarra – bóg płodności i roślinności, identyfikowany z greckim Dionizosem. Bóstwo opiekuńcze Bostry. Palono mu kadzidło na podłużnych ołtarzach. W późniejszym czasie zaczęto go identyfikować z Duszarą.
- Allat – małżonka lub matka Duszary. Była jedną z dwóch bogiń wchodzących w skład panteonu. Jej imię powstało przez skrócenie imienia arabskiego al-Illahat, co oznacza boginię. Była popularna wśród Arabów. Jako patronka podróżnych, poganiaczy zwierząt i wojowników przywędrowała zapewne z południa do Petry. Prawdopodobnie była boginią opiekuńczą Bostry. Ważne miejsce jej kultu znajdowało się w świątyni w Wadi Rum. Identyfikowano ją z Afrodytą, Uranią oraz Ateną.
- Al-Uzza (Wszechmocna) – drugie żeńskie bóstwo wchodzące w skład panteonu. Jej kult pojawił się u Nabatejczyków i na Synaju w I w. p.n.e. Utożsamiano ją z Afrodytą, natomiast badacze z Wenus, boginią wojny.
- Manat (Zły los) – wielka bogini świata zmarłych, opiekunka i strażniczka grobów oraz gwarantka wykonania testamentu zmarłego. Identyfikowano ją z Tyche i Nemezis, greckimi boginiami fortuny i losu. Łokieć, jako miara długości, był jej atrybutem. Czczono ją głównie na południu państwa. Sanktuarium jej znajdowało się w Kudajd nad wybrzeżem Morza Czerwonego.
- Szai al-Kaun, bóg-towarzysz, opiekun i obrońca wędrowców pustynnych. Przypisywano mu kult absolutnego zakazu picia wina.
- Al-Kutba – bóg piśmiennictwa i wyroczni, kojarzony z greckim Apollem i rzymskim Merkurym.
- Kos – bóg burzy, błyskawic, deszczu, przejęty od Edomitów. Identyfikowano go z Zeusem lub z aramejskim Hadadem. Poświęcono mu sanktuarium w Chirbet et-Tannur.
- Izyda – bogini egipska, przeniesiona z Egiptu do Arabii przez kupców i rzemieślników aleksandryjskich.
- Atargatis – bogini urodzaju i płodów rolnych, prawdopodobnie pod imieniem Atargatis-Derketo (Panująca) żona Kosa. Jej atrybutem była ryba.
- Azizos – niektórzy badacze uważają go za boga wojowników, przedstawianego w postaci glinianych figurek jeźdźców i koni.

### Sanktuaria
- Chirbet et-Tannur – jeden z najważniejszych sanktuarium religijnego Nabatejczyków. Położone jest na górze Dżebel Tannur, na skraju Wadi el-Hesa. Naprzeciwko ośrodka po drugiej stronie Wadi el-Hesa znajduje się czarna bazaltowa skała. Sanktuarium użytkowano od pocz. I w. p.n.e. do pierwszej ćwierci II w. n.e. Większość dzisiejszych zachowanych pozostałości przynależy na czasy panowania Aretasa IV. U podnóża góry znajdowało się źródło wody i nimfeum. Stąd schodami wchodziło się do świątyni. Ze względu na różnorodną ikonografię nie można jednoznacznie przypisać sanktuarium jakiemuś bogu. Prawdopodobnie należało, ze względu na pobliską bazaltową skałę, do edomickiego boga Kosa.

- Świątynia w Wadi Rum – drugie ważne sanktuarium, znajdujące się na południe od Petry, dedykowane prawdopodobnie bogini Allat. Świątynia usytuowana u podnóża skalnej krawędzi Wadi Rum powstała zapewne w I w. n.e. Kompleks o wymiarach 50 na 35 metrów składał się z kwadratowego dziedzińca otoczonego pomieszczeniami. Schody do świątyni znajdowały po stronie wschodniej. W centralnej części znajdowała się kaplica z ołtarzem, najświętsze miejsce, o wymiarach 5 na 4 m.

## Królowie Nabatejczyków
- Aretas I (ok. r. 168 p.n.e.)
- (?)Malichus (ok. r. 144)
- Aretas II (ok. 120/110-96)
- Obodas I (ok. 96-85) [syn]
- Rabel I (ok. 85) [brat]
- Aretas III Filhellenos (ok. 85-62) [syn Obodasa I]
- Obodas II (ok. 62–59) [syn]
- Malichus I (ok. 59-30) [syn]
- Obodas III (30–9) [syn]
- Aretas IV Filopatris (9 p.n.e.-40 n.e.) [syn]
- Malichus II (40-70) [syn]
- Rabel II Soter (70-106; regencja 70-ok. 75) [syn]

## Miasta nabatejskie
- Petra w Jordanii
- Bosra w Syrii
- Hegra w północno-zachodniej Arabii Saudyjskiej